# Lista de prefeitos de Feira de Santana
Esta é a lista de prefeitos do município de Feira de Santana, estado brasileiro da Bahia.
| N° | Prefeito                   | Imagem              | Partido                                          | Vice-prefeito                        | Partido                                          | Início do Mandato       | Fim do Mandato                                               | Notas |
| -- | -------------------------- | ------------------- | ------------------------------------------------ | ------------------------------------ | ------------------------------------------------ | ----------------------- | ------------------------------------------------------------ | --- |
| 1  | Joaquim de Melo Sampaio    |                     |                                                  | -                                    | -                                                | 1 de fevereiro de 1890  | 30 de julho de 1890                                          | Intendente |
| 2  | José Freire de Lima        |                     |                                                  | -                                    | -                                                | 30 de julho de 1890     | 25 de julho de 1903                                          | Intendente |
| 3  | José Antunes Guimarães     |                     |                                                  | -                                    | -                                                | 25 de julho de 1903     | 31 de dezembro de 1903                                       | Intendente |
| 4  | Tito Rui Bacelar           |                     |                                                  | -                                    | -                                                | 1 de janeiro de 1904    | 8 de abril de 1906                                           | Intendente |
| 5  | José Antunes Guimarães     |                     |                                                  | -                                    | -                                                | 8 de abril de 1906      | 31 de dezembro de 1907                                       | Intendente |
| 6  | Abdon Alves de Abreu       |                     |                                                  | -                                    | -                                                | 1 de janeiro de 1908    | 15 de outubro de 1912                                        | Intendente |
| 7  | Bernardino da Silva Bahia  |                     |                                                  | -                                    | -                                                | 15 de outubro de 1912   | 31 de dezembro de 1915                                       | Intendente |
| 8  | Agostinho Fróes da Motta   |                     |                                                  | -                                    | -                                                | 1 de janeiro de 1916    | 31 de dezembro de 1919                                       | Intendente |
| 9  | Bernardino da Silva Bahia  |                     |                                                  | -                                    | -                                                | 1 de janeiro de 1920    | 31 de janeiro de 1923                                        | Intendente |
| 10 | Arnold Ferreira da Silva   |                     |                                                  | -                                    | -                                                | 1 de janeiro de 1924    | 31 de dezembro de 1927                                       | Intendente |
| 11 | Elpídio Raimundo da Nova   |                     |                                                  | -                                    | -                                                | 1 de janeiro de 1928    | 31 de dezembro de 1930                                       | Intendente |
| 12 | João Mendes da Costa       |                     |                                                  | -                                    | -                                                | 31 de dezembro de 1930  | 11 de junho de 1933                                          | Prefeito |
| 13 | Elpídio Raimundo da Nova   |                     |                                                  | -                                    | -                                                | 11 de junho de 1933     | 21 de fevereiro de 1935                                      | Prefeito nomeado pelo Governador                                                                                    |
| 14 | Heráclito Dias de Carvalho |                     |                                                  | -                                    | -                                                | 21 de fevereiro de 1935 | 28 de novembro de 1937                                       | Prefeito nomeado pelo Governador                                                                                    |
| 15 | Teódulo Bastos de Carvalho |                     |                                                  | -                                    | -                                                | 28 de novembro de 1937  | 6 de julho de 1938                                           | Prefeito nomeado pelo Governador                                                                                    |
| 16 | Heráclito Dias de Carvalho |                     |                                                  | -                                    | -                                                | 6 de julho de 1938      | 11 de março de 1943                                          | Prefeito nomeado pelo Governador                                                                                    |
| 17 | José Bebert Tavares        |                     |                                                  | -                                    | -                                                | 11 de março de 1943     | 5 de abril de 1944                                           | Prefeito nomeado pelo Governador                                                                                    |
| 18 | Eduardo Fróes da Motta     |                     |                                                  | -                                    | -                                                | 5 de abril de 1944      | 9 de novembro de 1945                                        | Prefeito nomeado pelo Governador                                                                                    |
| 19 | Augusto Vital Graça        |                     |                                                  | -                                    | -                                                | 9 de novembro de 1945   | 16 de novembro de 1945                                       | Prefeito nomeado pelo Governador                                                                                    |
| 20 | Alibert do Amaral Batista  |                     |                                                  | -                                    | -                                                | 16 de novembro de 1945  | 10 de dezembro de 1945                                       | Prefeito nomeado pelo Governador                                                                                    |
| 21 | Acioly Vieira de Andrade   |                     |                                                  | -                                    | -                                                | 10 de dezembro de 1945  | 1 de março de 1946                                           | Prefeito nomeado pelo Governador                                                                                    |
| 22 | Augusto Vital Graça        |                     |                                                  | -                                    | -                                                | 1 de março de 1946      | 25 de abril de 1946                                          | Prefeito nomeado pelo Governador                                                                                    |
| 23 | Carlos Valadares           |                     |                                                  | -                                    | -                                                | 25 de abril de 1946     | 3 de janeiro de 1947                                         | Prefeito nomeado pelo Governador                                                                                    |
| 24 | João Barbosa de Carvalho   |                     |                                                  | -                                    | -                                                | 3 de janeiro de 1947    | 20 de maio de 1947                                           | Prefeito nomeado pelo Governador                                                                                    |
| 25 | Edelvito Campelo de Araújo |                     |                                                  | -                                    | -                                                | 21 de maio de 1947      | 6 de junho de 1947                                           | Prefeito nomeado pelo Governador                                                                                    |
| 26 | Francisco Barbosa Caribé   |                     |                                                  | -                                    | -                                                | 6 de junho de 1947      | 16 de maio de 1948                                           | Prefeito nomeado pelo Governador                                                                                    |
| 27 | Agnaldo Soares Boaventura  |                     | Partido Social Democrático PSD                   | -                                    | -                                                | 16 de maio de 1948      | 30 de janeiro de 1951                                        | Prefeito eleito em sufrágio universal nas Eleições de 1947                                                          |
| 28 | Almachio Alves Boaventura  |                     | Partido Social Democrático PSD                   | -                                    | -                                                | 31 de janeiro de 1951   | 7 de abril de 1955                                           | Prefeito eleito em sufrágio universal nas Eleições de 1950                                                          |
| 29 | João Marinho Falcão        |                     | União Democrática Nacional UDN                   | -                                    | -                                                | 10 de abril de 1955     | 7 de abril de 1959                                           | Prefeito eleito em sufrágio universal nas Eleições de 1953                                                          |
| 30 | Arnold Ferreira da Silva   |                     | União Democrática Nacional UDN                   | -                                    | -                                                | 7 de abril de 1959      | 24 de novembro de 1962                                       | Prefeito eleito em sufrágio universal                                                                               |
| 31 | Francisco Pinto            |                     | Partido Social Democrático PSD                   | -                                    | -                                                | 7 de abril de 1963      | 8 de maio de 1964                                            | Prefeito eleito em sufrágio universal                                                                               |
| 32 | Joselito Falcão de Amorim  |                     | União Democrática Nacional UDN                   | -                                    | -                                                | 8 de maio de 1964       | 7 de abril de 1967                                           | Vereador e Presidente da Câmara Municipal, empossado prefeito após deposição de Francisco Pinto pelo Regime Militar |
| 33 | João Durval Carneiro       |                     | Aliança Renovadora Nacional ARENA                | -                                    | -                                                | 7 de abril de 1967      | 31 de janeiro de 1971                                        | Prefeito eleito em sufrágio universal                                                                               |
| 34 | Milton Falcão              |                     | Aliança Renovadora Nacional ARENA                | -                                    | -                                                | 31 de janeiro de 1971   | 1 de fevereiro de 1973                                       | Prefeito eleito em sufrágio universal                                                                               |
| 35 | José Falcão                |                     | Movimento Democrático Brasileiro MDB             | -                                    | -                                                | 1 de fevereiro de 1973  | 31 de janeiro de 1977                                        | Prefeito eleito em sufrágio universal nas Eleições de 1972                                                          |
| 36 | Colbert Martins            |                     | Movimento Democrático Brasileiro MDB             | José Raimundo Azevedo                | Movimento Democrático Brasileiro MDB             | 1° de fevereiro de 1977 | 14 de maio de 1982                                           | Prefeito eleito em sufrágio universal nas Eleições de 1976                                                          |
| 37 | José Raimundo Azevedo      |                     | Partido do Movimento Democrático Brasileiro PMDB | Cargo Vago                           | -                                                | 15 de maio de 1982      | 31 de janeiro de 1983                                        | Vice-prefeito eleito no cargo de titular                                                                            |
| 38 | José Falcão                |                     | Partido Democrático Social PDS                   | -                                    | -                                                | 1° de fevereiro de 1983 | 31 de dezembro de 1988                                       | Prefeito eleito em sufrágio universal nas Eleições de 1982                                                          |
| 39 | Colbert Martins            |                     | Partido do Movimento Democrático Brasileiro PMDB | -                                    | -                                                | 1° de janeiro de 1989   | 31 de dezembro de 1992                                       | Prefeito eleito em sufrágio universal nas Eleições de 1988                                                          |
| 40 | João Durval Carneiro       |                     | Partido da Mobilização Nacional PMN              | José Raimundo Azevedo                | Partido da Mobilização Nacional PMN              | 1° de janeiro de 1993   | 5 de abril de 1994                                           | Prefeito eleito em sufrágio universal nas Eleições de 1992                                                          |
| 41 | José Raimundo Azevedo      |                     | Partido da Mobilização Nacional PMN              | Cargo Vago                           | -                                                | 5 de abril de 1994      | 31 de dezembro de 1996                                       | Vice-prefeito eleito no cargo de titular                                                                            |
| 42 | José Falcão                |                     | Partido Progressista Brasileiro PPB              | Clailton Mascarenhas                 | Partido Social Cristão PSC                       | 1° de janeiro de 1997   | 6 de agosto de 1997                                          | Prefeito eleito em sufrágio universal nas Eleições de 1996. Faleceu no cargo                                        |
| 43 | Clailton Mascarenhas       |                     | Partido Social Cristão PSC                       | Cargo Vago                           | -                                                | 6 de agosto de 1997     | 31 de dezembro de 2000                                       | Vice-prefeito eleito no cargo de titular                                                                            |
| 44 | José Ronaldo               |                     | Partido da Frente Liberal PFL                    | -                                    | -                                                | 1° de janeiro de 2001   | 31 de dezembro de 2004                                       | Prefeito eleito em sufrágio universal nas Eleições de 2000                                                          |
| 44 | José Ronaldo               | Democratas DEM      | Antônio Carlos Borges Junior                     | Partido da Frente Liberal PFL        | 1° de janeiro de 2005                            | 31 de dezembro de 2008  | Prefeito reeleito em sufrágio universal nas Eleições de 2004 | |
| 44 | José Ronaldo               | Democratas DEM      | Antônio Carlos Borges Junior                     | Democratas DEM                       | 1° de janeiro de 2005                            | 31 de dezembro de 2008  | Prefeito reeleito em sufrágio universal nas Eleições de 2004 | |
| 45 | Tarcízio Pimenta           |                     | Democratas DEM                                   | Paulo Aquino                         | Partido Liberal PL                               | 1° de janeiro de 2009   | 31 de dezembro de 2012                                       | Prefeito eleito em sufrágio universal nas Eleições de 2008                                                          |
| 46 | José Ronaldo               |                     | Democratas DEM                                   | Luciano Ribeiro Santos               | Partido do Movimento Democrático Brasileiro PMDB | 1° de janeiro de 2013   | 31 de dezembro de 2016                                       | Prefeito eleito em sufrágio universal nas Eleições de 2012                                                          |
| 46 | José Ronaldo               | Colbert Martins     | Democratas DEM                                   | Movimento Democrático Brasileiro MDB | 1° de janeiro de 2017                            | 7 de abril de 2018      | Prefeito reeleito em sufrágio universal nas Eleições de 2016 | |
| 47 | Colbert Martins Filho      |                     | Movimento Democrático Brasileiro MDB             | Cargo Vago                           | -                                                | 07 de abril de 2018     | 31 de dezembro de 2020                                       | Vice-prefeito eleito no cargo de titular                                                                            |
| 47 | Colbert Martins Filho      | Fernando de Fabinho | Movimento Democrático Brasileiro MDB             | Democratas DEM                       | 1° de janeiro de 2021                            | 1° de janeiro de 2025   | Prefeito reeleito em sufrágio universal nas Eleições de 2020 | |
| 47 | Colbert Martins Filho      | Fernando de Fabinho | Sem partido                                      | União Brasil UNIÃO                   | 1° de janeiro de 2021                            | 1° de janeiro de 2025   | Prefeito reeleito em sufrágio universal nas Eleições de 2020 | |
| 48 | José Ronaldo               |                     | União Brasil UNIÃO                               | Pablo Roberto                        | Partido da Social Democracia Brasileira PSDB     | 1° de janeiro de 2025   | atualidade                                                   | Prefeito eleito em sufrágio universal nas Eleições de 2024                                                          |